# Riekoperla triloba
Riekoperla triloba är en bäcksländeart som beskrevs av Mclellan 1971. Riekoperla triloba ingår i släktet Riekoperla och familjen Gripopterygidae.

## Underarter
Arten delas in i följande underarter:
- R. t. triloba
- R. t. regalis